# 名鉄尾西線
尾西線（びさいせん）は、愛知県弥富市の弥富駅から愛知県一宮市の玉ノ井駅までを結ぶ名古屋鉄道（名鉄）の鉄道路線。
濃尾平野の西部を縦貫している。佐屋駅 - 津島駅間は名古屋方面へ直通する列車が多数あるものの、全体的には地域輸送中心の路線である。また、名鉄で最も古い路線である。
運賃計算区分はC（運賃計算に用いる距離は営業キロの1.25倍）。すべての駅でmanacaなどの交通系ICカード全国相互利用サービス対応カードが使用できる。
なお、『鉄道要覧』による起点は弥富駅だが、列車運行および旅客案内においては、弥富方面が下り、玉ノ井方面が上りとなっている。列車番号の設定においては、津島駅から弥富駅・玉ノ井駅へ向かう列車が奇数、弥富駅・玉ノ井駅から津島駅へ向かう列車が偶数となっている。
森上駅以南ではほとんど海抜ゼロメートル地帯を通過している。

## 路線データ
弥富駅 - 玉ノ井駅間のもの。
- 路線距離（営業キロ）：30.9 km
- 軌間：1,067 mm
- 駅数：22駅（起終点駅含む）
- 複線区間：佐屋駅 - 森上駅間（ただし、森上駅構内と津島駅構内に単線区間がある）[3]
- 電化区間：全線電化（直流1,500 V）
- 閉塞方式：自動閉塞式[3]
- 保安装置：M式ATS[3]
- 最高速度：100 km/h[3]

### 廃止区間
玉ノ井 - 木曽川港間（1944年休止、1959年廃止）の休止時点のもの。
- 路線距離（営業キロ）：3.8 km
- 軌間：1,067 mm
- 駅数：3駅（玉ノ井駅を除く）
- 複線区間：なし（全線単線）
- 電化区間：全線電化（直流600 V）

## 歴史
名鉄尾西線の前身は尾西鉄道である。
当時、日本各地で鉄道が輸送機関として地位を確立しつつあった明治20年代半ば頃に草津駅を起点とする私鉄、関西鉄道（現在の関西本線）は、四日市駅 - 桑名駅間を1894年7月5日に開業したのに続き、桑名駅 - 名古屋駅間の延長を計画していた。計画されたルートは弥富駅 - 名古屋駅間を結ぶ最短ルートと津島経由で弥富駅 - 名古屋駅を結ぶルートの2案だった。津島地域では関西鉄道の誘致運動が起こったが、結局、津島経由ルートはなくなり、最短ルートを採用した。その後、織物関係の原料・製品輸送や津島神社の参拝客誘致が計画され、関西鉄道の弥富駅 - 東海道本線の尾張一宮駅を結ぶ鉄道として、尾西鉄道が計画された。
開業に向け、1894年2月26日に海西郡宝地村神戸（かんど）新田（現在の弥富市神戸）の大地主14人が軽便鉄道（軌間762mmのナローゲージを使用した鉄道）として国に出願。その後、他の路線の乗り入れを理由に軌間1,067mmに修正し直し、1896年6月尾西鉄道株式会社を海東郡津島町（現在の津島市）に本社を置いて設立し建設工事を開始した。初代社長は津島紡績会社社長兼津島銀行監査役の青樹英二であった。
当初、蒸気機関車の煙突から吐き出される火の粉を嫌って線路の測量に反対されることもあったが工事は進み、1897年にはアメリカのブルックス社から蒸気機関車を購入。1898年に開業し、1914年に全通した（尾西鉄道の創業期、社長は地元の大地主が務め、株主の9割が地元の住民という地域色の強い会社だったという）。また、尾西鉄道時代に使用されていた機関車として11・12号蒸気機関車や、EL1形電気機関車などがあり、1911年（明治44年）に鉄道院から尾西鉄道に払い下げられ、1957年（昭和32年）まで使用されていた蒸気機関車12号が、現在でも博物館明治村の「なごや」駅と「とうきゃう」駅の間を連日走行している。
1925年に名古屋鉄道は尾西鉄道から鉄道事業を譲り受け、尾西鉄道線は名鉄の路線となった。尾西線は名鉄の路線で最古であるが、名鉄の前身である名古屋電気鉄道は尾西線の前身の尾西鉄道とほぼ同時期の創業であり（創立は名古屋電気鉄道の方が2年早い）、最初の路線の開業も尾西鉄道の開業1か月後の1898年5月である。
かつて路線は玉ノ井駅から先、木曽川河畔の木曽川橋駅まで延びていた。なお、一ノ宮駅（後に新一宮駅に改称。現在の名鉄一宮駅） - 木曽川橋駅間は木曽川線と称していた時期がある。名岐鉄道名岐線（現在の名鉄名古屋本線）の新一宮駅から新岐阜駅までの区間が1935年に開通したが、同区間が全通する以前は名古屋と岐阜を結ぶ路線でもあった。当時は、名古屋側のターミナルであった柳橋駅から新一宮駅までと木曽川線を直通する急行が運転され、この乗客は終点の木曽川橋駅から木曽川対岸の笠松駅（現在の駅より南にあった。笠松駅の項目も参照）までを徒歩（のちにバス）で移動し、そこから再び鉄道で岐阜方面へと向かう、という方式がとられていた。
名鉄では1960年代から1970年代にかけて広見線、小牧線、三河線など支線の部分複線化を手がけており、当線も佐屋駅 - 森上駅間がこの時期に複線化された。なお、弥富駅 - 佐屋駅間の愛知県道40号名古屋蟹江弥富線や国道155号をまたぐ高架橋は複線に対応できるようになっており、2006年に廃止された弥富口駅も複線ホームが準備されていたが、具体的な進展がなく駅が廃止され現在に至っている。
また、2014年度より、二子駅 - 名鉄一宮駅間の単独立体交差事業を進めている。この事業は、愛知県道14号岐阜稲沢線（西尾張中央道）における苅安賀1号踏切によって慢性的に発生している渋滞の解消を図る。愛知県が発表した再評価調書によると、2024年度の完工を目途として、仮線用地の確保等が進む予定である。しかし、用地交渉の難航や名古屋鉄道の施工等に関する計画の調整により、2030年度に延長した。完工後、苅安賀駅は高架駅となり、観音寺駅に行き違い施設が移設される予定である 。

### 年表
- 1896年（明治29年）10月21日：鉄道免許状下付（官線一ノ宮停車場-関西鉄道弥富停車場間）[12]
- 1898年（明治31年）4月3日：尾西鉄道が弥富駅 - 津島駅間を開業[13]。
- 1899年（明治32年）
  - 2月17日：津島駅 - 森上駅間が開業[14]。
  - 7月18日：森上駅 - 萩原駅間が開業[15]。
- 1900年（明治33年）1月24日：萩原駅 - 一ノ宮駅間が開業[16]。
- 1907年（明治40年）12月19日：日比野駅開業[17]。
- 1911年（明治44年）2月16日：軽便鉄道指定[18]
- 1912年（明治45年）
  - 2月18日：丸渕駅開業[19]。
  - 3月18日：鉄道免許状下付（中島郡一宮町-葉栗郡北方村間、中島郡奥町-同郡起町間）[20]
- 1913年（大正2年）10月20日：鉄道免許状下付（海部郡津島町-同郡立田村間、桑名郡七取村-同郡多度村間）[21]
- 1914年（大正3年）8月4日：新一宮駅 - 木曽川橋駅間が開業[22]。
- 1915年（大正4年）5月14日：鉄道免許失効（1913年10月20日免許 海部郡津島町-同郡立田村間、桑名郡七取村-同郡多度村間 指定ノ期限内ニ工事施工認可申請ヲ為ササルタメ）[23]
- 1918年（大正7年）5月1日：貨物線として木曽川橋駅 - 木曽川港駅間が開業し全通[24][25]。
- 1922年（大正11年）
  - 7月10日：新一宮駅 - 木曽川港駅間が電化。デボ100形電車を投入。
  - 8月1日：玉ノ井駅 - 木曽川橋駅間に里小牧駅開業[26]。
  - 12月28日：森上駅 - 新一宮駅間が電化。
- 1923年（大正12年）
  - 2月14日：津島駅 - 森上駅間が電化。
  - 11月28日：弥富駅 - 津島駅間が電化され、全線電化完成。
- 1924年（大正13年）10月1日：五ノ三駅・下構駅・兼平駅・渕高駅・上丸渕駅・玉野駅・二子駅・宮後駅開業[27]。
- 1925年（大正14年）8月1日：尾西鉄道が鉄道事業を名古屋鉄道に譲渡[28][29]。尾西線となる。
- 1926年（大正15年）1月20日：下構駅を南津島駅に、宮後駅を西宮後駅に改称[30]
- 1928年（昭和3年）8月15日：観音寺駅開業。
- 1930年（昭和5年）
  - 1月25日：山崎駅開業。
  - 12月20日：蘇東線（後の起線）が尾西線と線路を共用して新一宮駅への乗り入れを開始[31]。
- 1933年（昭和8年）8月1日：弥富駅 - 五ノ三駅間に弥富口駅開業。
- 1944年（昭和19年）
  - 月日不明：弥富口駅・南津島駅・兼平駅・二子駅・観音寺駅・西宮後駅休止。
  - 3月21日：奥町駅 - 玉ノ井駅 - 木曽川橋駅 - 木曽川港駅間が休止。
- 昭和20年代：砂山側線廃止[32]。
- 1946年（昭和21年）9月15日：弥富口駅営業再開。
- 1948年（昭和23年）5月12日：弥富駅 - 津島駅間の架線電圧を600Vから1500Vに昇圧。
- 1949年（昭和24年）10月15日：二子駅営業再開。
- 1950年（昭和25年）7月22日：観音寺駅営業再開。
- 1951年（昭和26年）12月28日：奥町駅 - 玉ノ井駅間が営業再開。
- 1952年（昭和27年）12月14日：津島駅 - 玉ノ井駅間の架線電圧を600Vから1500Vに昇圧。起線の新一宮駅乗入れ廃止により路線共用を解消[31]。
- 1959年（昭和34年）
  - 7月1日：兼平駅が移転の上、町方駅と改称し営業再開。
  - 9月26日：伊勢湾台風により甚大な被害を受ける[33]。
  - 10月1日：弥富駅 - 町方駅間を除き復旧[33]。
  - 10月14日：津島駅 - 町方駅間が復旧[33]。
  - 11月23日：弥富駅 - 津島駅間が復旧し、不通区間がなくなる[33]。
  - 11月25日：休止中の玉ノ井駅 - 木曽川港駅間が廃止。
- 1967年（昭和42年）
  - 以前：近藤紡績専用線（0.2 km）廃止[32]。
  - 12月17日：佐屋駅 - 津島駅間が複線化。
- 1968年（昭和43年）
  - 5月3日：津島駅付近高架化。
  - 5月12日：新名古屋発、津島経由特急玉ノ井行き設定（新名古屋駅、須ヶ口駅、津島駅、六輪駅、丸渕駅、森上駅、萩原駅、苅安賀駅、新一宮駅、奥町駅、玉ノ井駅に停車）。
- 1969年（昭和44年）
  - 4月5日：休止中の南津島駅・西宮後駅廃止。
  - 7月6日：特急が準急に格下げ（停車駅変わらず）
- 1970年（昭和45年）12月25日：普通停車駅が毎時1本（時間帯によっては2時間に1本）のみの停車となっていたダイヤの改善要請があり再びダイヤ改正。大半の列車が普通となる。
- 1972年（昭和47年）4月1日：津島駅 - 六輪駅間が複線化。
- 1974年（昭和49年）3月17日：六輪駅 - 森上駅間が複線化[34]。複線化に伴い森上発名古屋方面の特急設定[34]。
- 1975年（昭和50年）9月16日：特急が急行に格下げ。
- 1978年（昭和53年）7月20日：三興製紙専用線（4.0 km）廃止[32]。
- 1983年（昭和58年）4月9日：弥富駅 - 五ノ三駅間（駅間）高架化（県道名古屋蟹江弥富線と立体交差化）。
- 1994年（平成6年）11月27日：新一宮駅の尾西線津島方面高架化[35]。
- 1995年（平成7年）7月29日：新一宮駅 - 開明駅間が高架化[35]。
- 1997年（平成9年）4月5日：森上駅 - 新一宮駅間を昼間30分間隔から15分間隔に増発。
- 2001年（平成13年）10月1日：津島駅 - 森上駅間を昼間30分間隔から15分間隔に増発。
- 2005年（平成17年）
  - 1月29日：新一宮駅を名鉄一宮駅に改称。
  - 7月14日：佐屋駅 - 津島駅間と名鉄一宮駅にトランパス導入。
- 2006年（平成18年）12月16日：弥富駅 - 五ノ三駅間の弥富口駅廃止。
- 2007年（平成19年）
  - 8月8日：西一宮駅 - 玉ノ井駅間でトランパス導入。
  - 12月14日：森上駅 - 観音寺駅間でトランパス導入[36]。
- 2008年（平成20年）
  - 3月14日：五ノ三駅・町方駅 - 上丸渕駅でトランパス導入。
  - 3月27日：弥富駅にSFカードシステムを導入しないことを正式発表。
  - 6月29日：特急政策の見直しに伴うダイヤ改正で、佐屋駅 - 津島駅間を走っていた特急が廃止される。
  - 12月27日：先のダイヤ改正で一旦廃止された特急が、平日下りの1日4本のみ復活する。
- 2011年（平成23年）3月26日：津島駅 - 名鉄一宮駅間および、名鉄一宮駅 - 玉ノ井駅間で2両編成全列車に限りワンマン運転開始。
- 2021年（令和3年）10月30日：津島駅 − 森上駅間を日中毎時2本に減便。
- 2022年（令和4年）2月20日：団体列車としてミュースカイ（2000系）が日比野駅、津島駅、森上駅に入線。クラブツーリズム初となる名鉄電車貸切企画であり、ミュースカイの定期運行のない津島線・尾西線を走行するイベントであった。

## 運行形態
運行系統は、平日朝に3本設定されている名鉄一宮駅 - 津島駅 - 須ヶ口方面の直通列車と、同時間帯に1本設定された佐屋駅 - 名鉄一宮駅の直通列車を除き、弥富駅 - 津島駅（ - 津島線）間、津島駅 - 名鉄一宮駅間、名鉄一宮駅 - 玉ノ井駅間の3区間に分かれており、公式サイトでも各区間で分割されている。このうち名鉄一宮駅 - 玉ノ井駅間を地元では玉ノ井線と呼ばれており、ナビタイムジャパンが提供する乗換案内サービスNAVITIMEでも玉ノ井線として登録されている。奥町 - 玉ノ井間が休止中だった時期には奥町線とも呼ばれた。

### 弥富駅 - 津島駅間
2024年3月改正で平日朝に設定された列車1本を除き、津島線に直通運転している。佐屋駅 - 津島駅間には普通列車の他に優等列車（特急・急行・準急）も運行されているが全列車が途中の日比野駅にも停車する。この区間を走る特急以外の列車は基本的に4両であるが、朝夕ラッシュ時の一部は6両で運行されている（ごく一部の列車に2両編成も存在する）。2024年3月16日改正までは8両の列車も設定されていた。
基本的な運転サイクルは津島線と同じで、列車は以下の順に佐屋駅・弥富駅と名古屋本線豊明駅・西尾線吉良吉田駅との間を行き来している。
日中の運転サイクル
須ヶ口駅 → （普通） → 名鉄岐阜駅 → （普通） → 須ヶ口駅 → （準急） → 豊明駅 → （準急→須ヶ口駅から普通） → 佐屋駅 → （普通→名鉄名古屋駅から急行） → 吉良吉田駅 → （急行→神宮前駅から普通） → 弥富駅 → （普通） → 須ヶ口駅
平日夕方の運転サイクル（土休日朝にも一部運転）
須ヶ口駅 → （普通） → 弥富駅 → （普通→名鉄名古屋駅から準急） → 豊明駅 → （準急→神宮前駅から普通） → 佐屋駅 → （準急→名鉄名古屋駅から急行） → 吉良吉田駅 → （急行→神宮前駅から準急→須ヶ口駅から普通） → 佐屋駅 → （普通） → 須ヶ口駅
土休日夕方の運転サイクル
須ヶ口駅 → （普通） → 佐屋駅 → （普通→名鉄名古屋駅から急行） → 吉良吉田駅 → （急行→神宮前駅から普通） → 弥富駅 → （普通） → 須ヶ口駅
1時間あたり弥富駅 - 佐屋駅間は普通のみ2本、佐屋駅 - 津島駅間は基本的に普通のみ4本、時間帯によって準急と普通が合計6本運行される。佐屋駅・弥富駅へ向かう列車は、平日に特急3本と急行1本が設定されているほかはすべて普通列車である。
土休日夕方は豊明駅発着の列車が運転されず、上下線とも普通列車が毎時4本ずつ運行されている。日中には吉良吉田発弥富行き・佐屋発吉良吉田行きの普通列車毎時2本のほか、豊明発佐屋行きの普通列車が毎時2本運行されている（弥富発の普通列車は須ヶ口駅止まり）。
特急は2008年12月27日のダイヤ改正で設定され、平日の夕方に佐屋行きのみ3本運転される（折り返しは名古屋方面へ回送。2023年3月18日のダイヤ改正までは4本）。全て一部特別車であり、全車一般車の列車は定期列車では存在しない。特急は全て6両編成で運転される。
2024年3月16日のダイヤ改正より佐屋駅から津島駅経由で名鉄一宮駅まで直通する列車が平日朝に1本設定された。

### 津島駅 - 名鉄一宮駅間

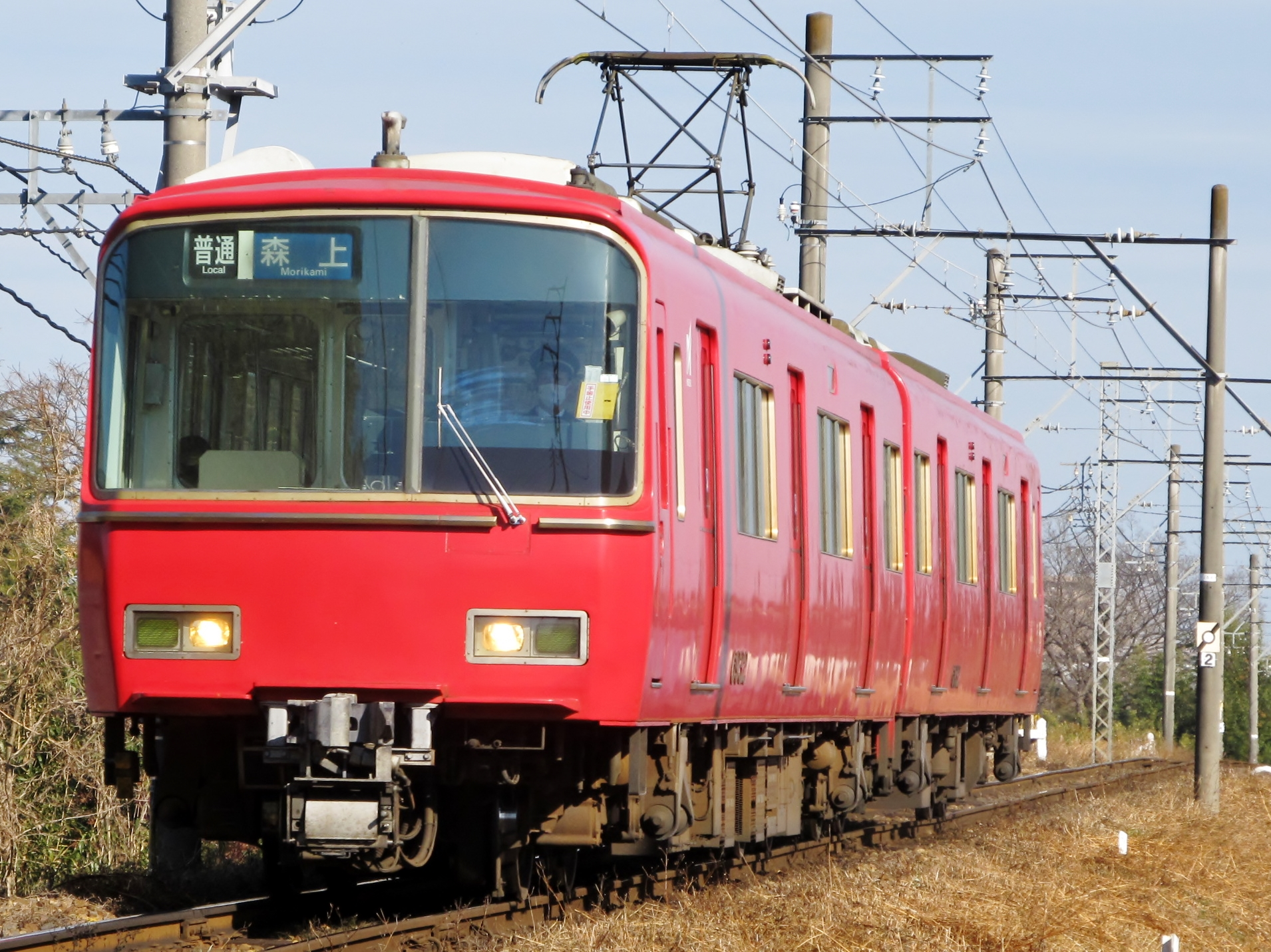
6800系 森上行き普通列車。日中は半数が森上駅 - 名鉄一宮駅間の運行に短縮される。

普通のみで津島 - 森上間は毎時2 - 4本、森上駅 - 名鉄一宮駅間は毎時4本の運行である。平日朝の4両編成列車を除いて全てワンマン運転を実施しており、名鉄一宮駅では特急岐阜行きの接続を受ける。単線区間では交換可能な3駅（森上・萩原・苅安賀）のいずれでも列車交換を行っており、これ以上の増発は困難である。萩原駅 - 苅安賀駅間は距離が約2.3kmと短いため、日中は津島方面行きは萩原駅、名鉄一宮方面行きは苅安賀駅でそれぞれ列車交換のため約5分停車する。日中の時間帯を除き津島駅 - 名鉄一宮駅間の折り返し運行が基本で、佐屋・弥富方面や須ヶ口・名古屋方面（津島駅経由、名鉄一宮駅経由）へ直通する列車はかつてそれぞれ設定されたことがあるが、現在は津島駅経由で名古屋方面へ向かう列車が平日3本（豊明・神宮前・鳴海行き、全て津島駅で弥富駅始発の列車と併結する）、佐屋駅から津島駅経由で名鉄一宮駅へ向かう列車が同1本残るのみである。このように津島駅経由で名古屋方面へ向かう列車は少なく、かつ遠回りなので、自家用車などで名鉄一宮駅・国府宮駅・津島駅など、名鉄名古屋駅に直通する列車が多く運行される駅に向かう利用者も多い。毎時4本運行されるようになってからは観音寺駅の利用者が増えており、一駅間だけ利用して名古屋本線やJR東海道本線に乗り換える客も多い。
尾西線内から津島線経由で名古屋方面に向かう列車は過去何度か定期運転されていた。津島駅高架化に伴う1968年5月改正で設定された新名古屋駅 - 玉ノ井駅間の特急、森上駅までの複線化が完成した1974年3月改正で再度設定された新名古屋駅 - 森上駅間の特急などである。いずれも後の改正で急行以下に格下げされ、それも更なる改正で消滅した。この区間は農村部を通行し、沿線住民が少ない事もあり、森上駅 - 津島駅間の複線は現在の状況下では過剰設備となっている。そのため、コロナ禍の中で実施された2021年10月30日のダイヤ改正では森上駅 - 津島駅間の日中の運行本数が毎時2本に減便された事で複線区間の方が単線区間と比較して定期運行列車の数が少なくなるという逆転現象が生じている。
名鉄一宮駅（旧・新一宮駅）経由で名古屋方面へ向かう列車が設定されたのは新一宮駅尾西線ホーム（森上方面）高架化に合わせて実施された1994年11月のダイヤ改正の時であり、この時「豊川稲荷発、新岐阜・森上行き」3822列車と「森上発、鳴海行き」717列車（いずれも尾西線内の列車番号）の2本が登場したが、3822列車は1997年4月改正で、711列車（717列車の後継、で廃止直前は神宮前行きになっていた）は2007年6月改正で消滅した。
なお、2021年10月30日のダイヤ改正で日中時間帯に名鉄一宮駅始発、森上行きの定期列車が10本設定された。津島駅始発の森上行きについては定期運行設定されていないが、尾張津島天王祭の際には津島駅始発の森上行きの列車が夜間に毎年1〜2本臨時運行される（2023年以降は森上駅始発の名鉄一宮行きを数本津島駅始発に発駅変更）。

### 名鉄一宮駅 - 玉ノ井駅間
森上・津島方面や名古屋本線への直通運転は行ってはおらず、区間内折り返し運転の普通のみで毎時2本（一部3本）運行され、平日朝の一部列車を除いてワンマン運転を行っている。この区間は尾西線全体でも利用客が多い（名鉄一宮駅から乗車した大半の乗客が開明駅または奥町駅で下車する）が、途中に交換設備を有する駅がなく、片道でも10分弱かかるためにこれ以上の増発は不可能である。名鉄一宮駅では玉ノ井行きは豊橋発の特急から、一宮行きは豊橋行きの急行（名鉄一宮始発）に、それぞれ数分で接続している。
1970年代には玉ノ井発津島・刈谷経由吉良吉田行き（三河線の2004年に廃止された区間を経由）という列車も運行されていた。

## 利用状況
愛知県の統計によれば一日平均、2010年度で17,411人（1キロ当たり563人）の利用があった。

## 駅一覧
全駅愛知県内に所在。

### 営業中の区間
- 尾西線内で運行される種別として、特急・急行・準急の3種別（佐屋 - 津島間のみ）と普通（全区間）があるが、線内では全列車が各駅に停車する。
- 弥富駅はJR東海・関西本線との共同使用駅となっている。

凡例
線路 … ｜：単線区間 ◇：単線区間の交換可能駅 ∧：これより下は複線 ||：複線区間 ∨：これより下は単線 ＋：弥富方面と玉ノ井方面の同時入線は可能、交換は不可
| 駅番号 | 駅名       | 駅間 キロ | 営業 キロ | 接続路線                                                                  | 線路 | 所在地 |
| ------ | ---------- | --------- | --------- | ------------------------------------------------------------------------- | ---- | ------ |
| TB11   | 弥富駅     | -         | 0.0       | 東海旅客鉄道：CJ 関西本線 (CJ05)                                          | ｜   | 弥富市 |
| TB10   | 五ノ三駅   | 2.5       | 2.5       |                                                                           | ｜   | 弥富市 |
| TB09   | 佐屋駅     | 2.1       | 4.6       |                                                                           | ∧    | 愛西市 |
| TB08   | 日比野駅   | 2.0       | 6.6       |                                                                           | \|\| | 愛西市 |
| TB07   | 津島駅     | 1.6       | 8.2       | 名古屋鉄道：TB 津島線（直通あり）                                         | \|\| | 津島市 |
| BS01   | 町方駅     | 1.4       | 9.6       |                                                                           | \|\| | 愛西市 |
| BS02   | 六輪駅     | 1.5       | 11.1      |                                                                           | \|\| | 稲沢市 |
| BS03   | 渕高駅     | 1.3       | 12.4      |                                                                           | \|\| | 愛西市 |
| BS04   | 丸渕駅     | 1.0       | 13.4      |                                                                           | \|\| | 稲沢市 |
| BS05   | 上丸渕駅   | 1.3       | 14.7      |                                                                           | \|\| | 稲沢市 |
| BS06   | 森上駅     | 1.5       | 16.2      |                                                                           | ∨    | 稲沢市 |
| BS07   | 山崎駅     | 1.1       | 17.3      |                                                                           | ｜   | 稲沢市 |
| BS08   | 玉野駅     | 1.4       | 18.7      |                                                                           | ｜   | 一宮市 |
| BS09   | 萩原駅     | 1.5       | 20.2      |                                                                           | ◇    | 一宮市 |
| BS10   | 二子駅     | 1.1       | 21.3      |                                                                           | ｜   | 一宮市 |
| BS11   | 苅安賀駅   | 1.2       | 22.5      |                                                                           | ◇    | 一宮市 |
| BS12   | 観音寺駅   | 0.7       | 23.2      |                                                                           | ｜   | 一宮市 |
| NH50   | 名鉄一宮駅 | 2.1       | 25.3      | 名古屋鉄道：NH 名古屋本線 東海旅客鉄道：CA 東海道本線（尾張一宮駅: CA72） | ＋   | 一宮市 |
| BS21   | 西一宮駅   | 0.7       | 26.0      |                                                                           | ｜   | 一宮市 |
| BS22   | 開明駅     | 2.1       | 28.1      |                                                                           | ｜   | 一宮市 |
| BS23   | 奥町駅     | 1.3       | 29.4      |                                                                           | ｜   | 一宮市 |
| BS24   | 玉ノ井駅   | 1.5       | 30.9      |                                                                           | ｜   | 一宮市 |

### 廃止区間
- 1959年11月25日廃止。所在地は廃止時点のもの。

凡例
（貨）：貨物駅
| 駅名             | 駅間 キロ | 営業 キロ | 接続路線 | 所在地          |
| ---------------- | --------- | --------- | -------- | --------------- |
| 玉ノ井駅         | -         | 30.9      |          | 葉栗郡 木曽川町 |
| 里小牧駅         | 1.6       | 32.7      |          | 葉栗郡 木曽川町 |
| 木曽川橋駅       | 1.1       | 33.8      |          | 葉栗郡 木曽川町 |
| 木曽川港駅（貨） | 0.9       | 34.7      |          | 葉栗郡 木曽川町 |

かつてはこの区間の代替バスが存在したが、廃止されている。2007年に開設の一宮市木曽川町・北方町地域のコミュニティバスの一部区間が、この廃止区間に運行されている。

### 廃駅
移転・再開した駅を除く。
- 弥富口駅（弥富駅 - 五ノ三駅間） - 2006年12月16日廃止。
- 南津島駅（日比野駅 - 津島駅間） - 1944年休止、1969年4月5日廃止。
- 西宮後駅（西一宮駅 - 開明駅間） - 1944年休止、1969年4月5日廃止。

### 過去の接続路線
- 名鉄一宮駅（当時は新一宮駅）：名鉄起線 - 1952年12月24日廃止（新一宮駅乗り入れ廃止日）